# スムーチー
『スムーチー』（Smoochy）は1995年10月20日に発売された坂本龍一の11作目のオリジナル・アルバム。

## 解説
- 前アルバム『スウィート・リヴェンジ』と同じく、メロディ重視のポップ路線を目指した。
- 坂本自身によるボーカル曲が多いのが特色。
  - 当時は無理して挑戦していたが、後日自分で聴いて下手で向いていないと思っている[1]。
- ドラムのプログラミングは森俊彦。
- キャリアを通してテクノロジーの動向を注意深く追いかけて来ていた坂本龍一は本作の制作当時、世界的に民間への普及を開始していた「インターネット」に大きな興味を示しており、当時真新しい概念であったURL（http://wwwsdw.com/m/siteskmt）が大々的にライナーノーツのデザインに取り入れられている他、1995年の日本武道館ライブではインターネットを介したライブストリーミングを行った。それ以外にも、様々な場所で（『土曜ソリトン SIDE-B』（NHK教育）等）「インターネット」に関係する話題を口にしていた。この時代の取り組みが、2010年代のUstreamにおける生演奏配信などにも繋がって行った。

## 収録曲
1. 美貌の青空
  - 作詞：売野雅勇 / 作曲：坂本龍一
  - ポップな前作『スウィート・リヴェンジ』が売れず、「ポップとは何か？」と苦しんだのち、ブラジルでコンサートがあり、そこで「シェルタリング・スカイ」を演奏したところ熱狂的に聴いてくれたことから、坂本なりに回答を得て最初に生まれた曲[2]。詞の内容については坂本と売野が8時間以上も話し合った。チェロはJaques Morelenbaum、ギターはAmedeo PaceとArto Lindsay、バックコーラスはPaula Morelenbaum。アルバム『1996』および『/04』にてピアノ、ヴァイオリン、チェロのトリオによるアレンジが行われている。2006年には、このトリオバージョンが映画『バベル』で使用された。2005年にザ・ニュー・サウンド・カルテットがアルバム『サマータイム』にてカヴァーしている。
2. 愛してる、愛してない
  - 作詞：大貫妙子 / 作曲：坂本龍一
  - 中谷美紀と坂本のデュエット曲。チェロはJaques Morelenbaum、ヴァイオリンはEverton Nelson、ギターはAmedeo Paceと佐橋佳幸、トランペットはAlexander Sipiagin。
3. Bring Them Home
  - 作曲：坂本龍一
  - ピアノ・ヴァイオリン・チェロのトリオ。チェロはJaques Morelenbaum、ヴァイオリンはEverton Nelson。アルバム『1996』にてほぼ同じアレンジで再収録されている。
4. 青猫のトルソ
  - 作曲：坂本龍一
  - エレクトリックピアノとヴァイオリンとチェロのトリオ。アルバム制作時、ミニマムな室内楽が坂本の音楽を表現するのに最適な形と考えていたことから収録した曲である。タイトルはルネ・マグリットのようなシュルレアリスムの絵のイメージから来ている[2]。チェロはJaques Morelenbaum、ヴァイオリンはEverton Nelson。アルバム『1996』にてエレピがピアノに置き換えられて再収録されている。
5. Tango
  - 作詞：大貫妙子 / スペイン語文：フェルナンド・アポンテ / 作曲：坂本龍一
  - 「タンゴ」という言葉から触発され、坂本が考えるタンゴの「雰囲気」を表現した曲。そのため、世間一般に知られている「タンゴ」ではなく、ボサノヴァのような曲となっている[2]。チェロはJaques Morelenbaum、ギターはVinicius Cantuaria、フルートはLawrence Feldman、アコーディオンはGil Goldstein、ベースは元パール兄弟のバカボン鈴木。後に大貫も自身のアルバム『LUCY』でカヴァーしている。韓国の女優ク・ヘソンはこの曲を聴いてインスピレーションを受け、2009年に小説「タンゴ - ク・ヘソンイラストフィクション」を執筆した。2024年に石丸幹二がアルバム『with FRIENDS』にて角野隼人のピアノ演奏でカヴァーしている。
6. Insensatez
  - 作曲：坂本龍一
  - 1970年代におけるマイルス・デイヴィスの音楽に影響を受けている。ベースはバカボン鈴木。
7. Poesia
  - 作曲：坂本龍一
  - チェロはJaques Morelenbaum、パーカッションはVincius Cantuaria、ギターは佐橋佳幸、ホイッスルはAmedeo Pace、バックボーカルはPaula Morelenbaum。
8. 電脳戯話
  - 作詞：高野寛 / 作曲：坂本龍一
  - 当時ようやく一般にも普及し始めたインターネットによる「ネットサーフィン」を坂本と高野がイメージして作りあげた曲。
9. Hemisphere
  - 作詞：宮沢和史 / 作曲：坂本龍一
  - ギターは佐橋佳幸、ベースはバカボン鈴木、バックボーカルはPaula Morelenbaum。
10. 真夏の夜の穴
  - 作曲：坂本龍一
  - チェロ・ヴァイオリン・トランペットのトリオ。チェロはJaques Morelenbaum、ヴァイオリンはEverton Nelson、トランペットはAlexander Sipiagin。のちに、シングル『08/21/1996』にてトランペット部分がピアノに置き換えられて再収録されている。
11. Rio
  - 作曲：坂本龍一
  - チェロはJaques Morelenbaum。
12. A Day In The Park
  - 作詞：ヴィヴィアン・セッソムス / 作曲：坂本龍一
  - ヴォーカルはヴィヴィアン・セッソムス、ギターは佐橋佳幸、エレクトリック・シタールは高野寛。

## 参照
1. ↑  2011年1月16日、西日本新聞記事より。
2. 1 2 3  アルバム『US』より。